# Anolis ernestwilliamsi
Espèce
Synonymes
- Ctenonotus ernestwilliamsi (Lazell 1983)

Anolis ernestwilliamsi est une espèce de sauriens de la famille des Dactyloidae. 

## Répartition
Cette espèce est endémique de Carrot Rock au sud de Peter Island aux îles Vierges britanniques.

## Description
Les mâles mesurent jusqu'à 82 mm et les femelles jusqu'à 60 mm.

## Étymologie
Cette espèce est nommée en l'honneur d'Ernest Edward Williams.

## Publication originale
- Lazell, 1983 : Biogeography of the herpetofauna of the British Virgin Islands, with description of a new anole (Sauria: Iguanidae). Advances in Herpetology and Evolutionary Biology, Harvard, Museum of Comparative Zoology, p. 99-117.